# Galaktička astronomija
Galaktička astronomija proučava galaksiju Mliječni put i sav njezin sadržaj, za raziliku od ekstragalaktičke astronomije, koja proučava sve izvan naše galaksije, uključujući sve druge galaksije.
Galaktičku astronomiju ne treba brkati s nastankom i evolucijom galaksija, što je općenito proučavanje galaksija, njihovog stvaranja, strukture, komponenti, dinamike, interakcija i raspona oblika koje poprimaju.
Galaksija Mliječni put, u kojoj se nalazi Sunčev sustav, na mnoge je načine najbolje proučena galaksija, iako su njeni važni dijelovi zaklonjeni od pogleda u vidljivim valnim duljinama područjima međuzvjezdane prašine. Razvoj radioastronomije, infracrvene astronomije i submilimetarske astronomije u 20. stoljeću omogućio je da se plin i prašina Mliječnog puta po prvi put kartiraju.

## Podjela
Astronomski časopisi koriste standardni skup potkategorija za podjelu predmeta Galaktičke astronomije: 
1. obilje elemenata – proučavanje položaja elemenata težih od helija
2. Ispupčenje – proučavanje ispupčenja oko središta Mliječnog puta
3. Središte – proučavanje središnje regije Mliječnog puta
4. Galaktički disk– proučavanje diska Mliječnog puta (ravnina na kojoj je većina galaktičkih objekata poredana)
5. Evolucija – evolucija Mliječnog puta
6. Nastanak – nastanak Mliječnog puta
7. Fundamentalni parametri – temeljni parametri Mliječnog puta (masa, veličina itd.) )
8. Kuglasti skupovi – unutar Mliječnog puta
9. halo – veliki halo oko Mliječnog puta
10. Kinematika, te dinamika – gibanja zvijezda i skupova
11. Galaktička jezgra – područje oko crne rupe u središtu Mliječnog puta (Strijelac A*)
12. Otvoreni skupovi i asocijacije – otvoreni skupovi i asocijacije zvijezda
13. Sunčevo susjedstvo – obližnje zvijezde
14. zvjezdani sadržaj – broj i vrste zvijezda u Mliječnom putu
15. struktura – struktura (spiralni krakovi itd. )

## Zvjezdane populacije
- Zvjezdani skupovi
  - Kuglasti skupovi
  - Otvoreni skupovi

## Međuzvjezdani medij
- Međuplanetarni prostor - Međuplanetarni medij - međuplanetna prašina
- Međuzvjezdani prostor - Međuzvjezdani medij - međuzvjezdana prašina
- Međugalaktički prostor - Međugalaktički medij - međugalaktička prašina

## Vanjske poveznice
|  | Zajednički poslužitelj ima još gradiva o temi Galaktička astronomija |

- Kartiranje vodikovog plina u Mliječnom putu